# AWA International Television Championship
AWA International Television Championship fue un campeonato de lucha libre profesional de corta duración y era defendido en el programa del canal ESPN; AWA Wrestling Championship.

## Historia
Durante un mes se realizó un torneo muy diferente para elegir a los dos luchadores que competirían en la final. Para elegir al primer campeón, los participantes tenían que acumular 50 puntos. Una victoria por Pinfall valía 5 puntos y una victoria por descalificación o por cuenta afuera valía 2,5 puntos.

## Lista de campeones
| Luchador:  | Reinado N°: | Derrotó a:                              | Fecha:                   | Ubicación:         |
| ---------- | ----------- | --------------------------------------- | ------------------------ | ------------------ |
| Greg Gagne | 1           | Adrian Andonis via descalificación      | 27 de diciembre de 1987  | Las Vegas, Nevada  |
| Ron Garvin | 1           | Greg Gagne                              | 17 de septiembre de 1988 | Memphis, Tennessee |
| Greg Gagne | 2           | Ron Garbin                              | 13 de diciembre de 1988  | Chicago, Illinois  |
| Abandonado | N/A         | Debido a que Gagne deja de ser luchador | octubre de 1989          | N/A                |

## Mayor cantidad de reinados
- 2 veces: Greg Gagne

## Datos interesantes
- Reinado más largo: Greg Gagne, 292 días.
- Reinado más corto: Ron Garvin, 87 días.
- Campeón más viejo: Ron Garvin, 43 años, 8 meses y 13 días.
- Campeón más joven: Greg Gagne, 41 años, 2 meses y 4 días
- Campeón más pesado: Ron Garvin, 231 libras (105 kg).
- Campeón más liviano: Greg Gagne, 220 libras (100 kg).